# Walpole, New Hampshire
Walpole är en kommun (town) i Cheshire County i New Hampshire i USA, med 3 633 invånare (2020).